# Sietas Typ 27
Der Typ 27 ist ein Küstenmotorschiffstyp der Sietas-Werft in Hamburg-Neuenfelde, von dem im Jahr 1961 mit der Eggebek nur ein Exemplar gebaut worden ist.

## Geschichte
Die von der Robert Bornhofen KG für eine firmeneigene Partenreederei in Auftrag gegebene Eggebek lief am 12. Juli 1961 mit der Baunummer 489 auf der Sietas-Werft vom Stapel. Das Küstenmotorschiff (Kümo) absolvierte am 23. August 1961 seine Probefahrt und wurde am selben Tag mit Heimathafen Hamburg abgeliefert. Die Eggebek war der zweite Neubau, den die 1956 gegründete Robert Bornhofen KG übernahm. Durch die Umfirmierung der Robert Bornhofen KG zur Peter Döhle KG wurde letztere 1962 zum Korrespondentreeder.
Im Jahr 1973 veräußerte die Peter Döhle Schiffahrts-KG die Eggebek an die Meteor Shipping Company Ltd. in Famagusta, die sie 1974 in Zodiac Ladd umbenannte und mit Heimathafen Limassol registrieren ließ. Noch im selben Jahr ging das Kümo an die Mario Maritime SA in Singapur, wo es den Namen Mario bekam. In den Folgejahren wurde das Schiff mehrfach weiterverkauft und umbenannt (1976 Virginia, 1978 Joyce Hope, 1980 Lucky Son, 1987 Karel, 1987 Lady Karel, 1987 Cleopatra Moon, 1988 Berytus, 1994 Al Hajj Moustafa). Ab 2003 trug es den Namen Heidi H. und fuhr unter der Flagge Kambodschas. Im Jahr 2007 wurde die damals 46 Jahre alte Heidi H. zum Viehtransporter umgebaut und danach im Mittelmeer zum Transport von lebenden Schafen genutzt. Das Schiff traf am 1. März 2011 zur Verschrottung in Aliağa ein und wurde dort vom Unternehmen K. Tersanecilik abgebrochen.

## Technik
Die Eggebek war ein Schutzdecker mit einer Gesamtlänge von 68,12 m (61,00 m Lpp, 64,44 m registrierte Länge), einer Breite von 10,52 m und einer Seitenhöhe von 6,05 m. Bei Ablieferung war sie mit 499 BRT (317 NRT), einer Tragfähigkeit von 1161 dwt und einem maximalen Tiefgang von 3,90 m vermessen worden. Das Schiff besaß zwei kastenförmige Laderäume mit Zwischendeck, die einen Schüttgutt-Rauminhalt von insgesamt 2307 m³ (2041 m³ Ballenraum) aufwiesen. An Bord konnten etwa 1856 m³ Holz bzw. 395 Holzstandards gestaut werden. Die Abmessung der vier Luken betrug jeweils 7,82 m × 6,00 m. Durch Entnahme der Herfte konnten sie in zwei Luken von je 16,20 m × 6,00 m umgewandelt werden. Die Lukendeckel bestanden aus Holz mit seefester Abdeckung aus Persenning. Als werftseitiges Ladegeschirr hatte die Eggebek sechs hydraulische Ladebäume mit einer Tragkraft von jeweils drei Tonnen erhalten. Sie wurde von einem  900 PS leistenden Sechszylinder-Viertakt-Dieselmotor des Herstellers Klöckner-Humboldt-Deutz (KHD) angetrieben, der auf einen Festpropeller wirkte. Ihre Höchstgeschwindigkeit betrug 11,5 Knoten. 
Nach dem Umbau zum Viehtransporter im Jahr 2007 wurde das Schiff mit 925 BRZ vermessen.